# Шахмурзаев, Саид Османович
Саид Османович Шахмурзаев (карач.-балк. Шахмурзайланы Османны жашы Саид; 26 февраля 1886 — 1975) — балкарский советский поэт, педагог.

## Биография
Родился 26 февраля 1886 года, в сел.  Эльтюбю, Чегемского района Российской империи в балкарской семье.
В 1929 окончил Крымский педагогический техникум. С 1924 по 1958 на педагогической работе, в 1939—1941 заместитель наркома просвещения Кабардино-Балкарской АССР.
Печатается с 1916.

## Творчество
В агитационно-публицистических стихах 30-х гг. Шахмурзаев пишет о строительстве новой жизни. Автор сборников стихов «Зурна» (1957), «Знайте растения» (1960), «Друзьям» (1966), «Ветер времени» (1967) и др. В 1965 опубликовал повесть «На заре» — о соратнике Сергея Кирова балкарце С. Калабекове. 
Составил в 1929 г. балкарский букварь, в 1970 выпустил «Балкарский топонимический словарь» (совместно с Джамалдином Коковым).

## Семья
Первая жена — Шемшият Хаджи-Мурзаевна (1912 — 1944)
- сыновья: Юрий, Алексей

Вторая жена — Зайнаб Зизаева
- дочери: Ливаза, Лейля
- сыновья: Рашид, Халид

## Награды
За заслуги в развитии народного образования в Кабардино-Балкарии в 1939 году Саид Шахмурхаев был награждён орденом Ленина (04.05.1939), орденом Трудового Красного Знамени и медалями, а в 1961 г. ему было присвоено звание «Заслуженный учитель школы КБАССР».

## Сочинения
Назмула, Нальчик, 1961; Таулуну календары, Нальчик, 1970; Ол ёмюрледе, Нальчик, 1973.

## Память
В столице Кабардино-Балкарии, г.Нальчик, на доме где жил Шахмурзаев установлена мемориальная доска.